# Шестак, Надежда Петровна
Наде́жда Петро́вна Шеста́к (укр. Надія Петрівна Шестак; род. 21 апреля 1962, Копейск, Челябинская область, РСФСР, СССР) — украинская эстрадная певица, Народная артистка Украины (1998).

## Биография
Окончила Киевский институт культуры в 1983 году.
Выступала в составе знаменитого ансамбля «Мрия», который выступал вместе с Николаем Гнатюком.
После того, как коллектив «Мечты» распался, Надежда Шестак работала с Николаем Мозговым в его группе «Вересень». В этом коллективе к ней пришли первые успехи, в частности — второе место на конкурсе артистов эстрады Украины в 1986 году, приз зрителей на отборочном туре телеконкурса «Юрмала-87», третье место на всесоюзном конкурсе исполнителей «Ялта-88».
В 1991 году Заслуженная артистка Украины Надежда Шестак прекращает выступления на эстраде. Учится в Московском институте театра и сцены им. Гнесиных в классе Александра Градского. Позже работала на телевидении ведущей программ «Желаем счастья», «Монитор».
Впоследствии Надежда Шестак вернулась на сцену и стала лауреатом конкурса в Вильнюсе. В начале 1996 года она начинает запись главной роли мюзикла Арнольда Святогорова «Роксолана», а к лету фирма НАК тиражирует её первую кассету. В 1997 году ей присвоено звание Народной артистки Украины.
В 1999 году выходит ещё две кассеты певицы — «Сину, Ангел мій» и «Я горжусь тобой отец», впоследствии объединённые в одном CD-сборнике «Ностальгия». В 2000 году Надежду Шестак наградили «Орденом княгини Ольги». Впоследствии, по семейным обстоятельствам, она переехала в Москву и в очередной раз оставила отечественную эстраду — на «Радио России» она вела программу «Поющая Украина».
Возвращение на Украину отмечено изменением сценического имени на Надежда Крутова-Шестак. Лейбл «Атлантик» один за другим выпустил три компакт-диска певицы: «Веры, Любви …», «Женская судьба», «Нареченная надеждой». Сотрудничала с Олегом Саливановым при создании альбома «Віри, Любові…».
Сейчас Шестак Надежда Петровна живёт и работает в Киеве.

## Дискография
- 1999 Сину, Ангел мій
- 1999 Я горжусь тобой, отец
- 2005 Віри, Любові…
- 2005 Жіноча доля
- 2005 Нареченная Надеждой

## Личная жизнь
Муж Василий Крутов — бывший руководитель антитеррористического центра при СБУ Украины.

## Награды и звания
- Заслуженный артист Украины (12.11.1993)[2]
- Народный артист Украины (03.03.1998)[3].
- Орден княгини Ольги III степени (26.05.2000)[1]